# 인종 및 개척본부 재판

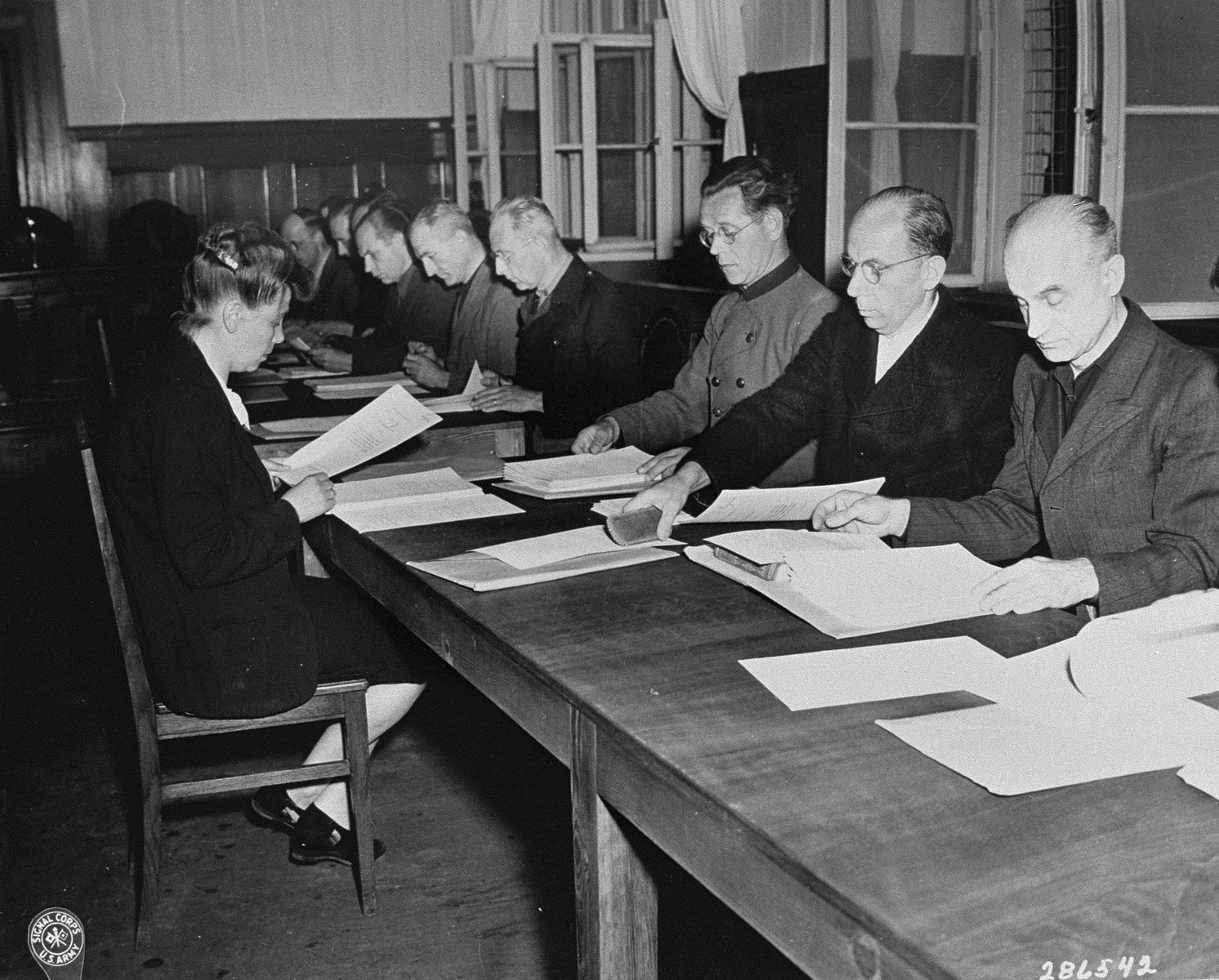
자신들에 대한 기소 내용을 읽어보는 피고인들.

아메리카 합중국 대 울리히 그라이펠트 외 판례(United States of America vs. Ulrich Greifelt, et al)는 12개의 뉘른베르크 계속재판 중 8번째 재판이다. 보통 인종 및 개척본부 재판(독일어: Prozess Rasse- und Siedlungshauptamt, 영어: RuSHA trial)이라고 한다.
재판의 피고들은 나치의 인종 순수성 및 강제이주 계획에 참여했던 SS 장교 14명이었다. "인종 및 개척본부 재판"이라고 하지만 인종 및 개척본부(RuSHA) 뿐 아니라 독일 국민성 강화를 위한 국가판무관(RKFDV), 민족독일인 대책본부(VoMi), 레벤스보른 협회에 소속된 피고도 있었다.
재판부는 리 B. 와이엇(수석판사), 대니얼 T. 오코넬, 존슨 T. 크로포드였고 검사인단 대표는 텔포드 페일러였다. 기소는 1947년 7월 7일에 이루어졌고, 공판은 1947년 10월 20일에서 1948년 3월 10일까지 열렸다.

## 기소 내용
1. 인도에 반한 죄: "인종적 순수성" 계획의 진척을 위해 아동을 납치하고, "비아리아인" 임산부들에게 낙태를 강제하며, 낙태를 제공하고 폴란드 법원 관할권에서 낙태 사건들을 제거하고, 점령지의 본래 주민들을 강제로 이주시키고 그 땅에 소위 "민족독일인"들을 정착시켰으며, "타 인종간" 성관계를 한 사람들을 강제수용소에 보내고, 유대인에 대한 박해에 총체적으로 관여한 죄.
2. 전쟁범죄: 위와 동일한 사유.
3. 범죄조직 SS 조직원인 죄

모든 피고인들은 1번 및 2번 내용에 대해 기소되었으며, 잉게 피어메츠는 3번에서 제외되었다. 모든 피고인들은 무죄를 주장했다.

## 피고인 목록
| 성명                | 소속                                           | 기소 내용 | 기소 내용 | 기소 내용 | 판결                                                |
|                     |                                                | 1         | 2         | 3         |                                                     |
| ------------------- | ---------------------------------------------- | --------- | --------- | --------- | --------------------------------------------------- |
| 울리히 그라이펠트   | RKFDV 참모장                                   | G         | G         | G         | 종신형; 1949년 사망                                 |
| 루돌프 크로이츠     | 그라이펠트의 부관                              | G         | G         | G         | 징역 15년형; 1955년 석방; 1980년 사망               |
| 콘라트 마이어헤틀링 | RKFDV의 기획실장                               | I         | I         | G         | 포로수용 기간으로 징역형기를 채워 석방; 1973년 사망 |
| 오토 슈바르첸베르거 | RKFDV의 부서의 장                              | I         | I         | G         | 포로수용 기간으로 징역형기를 채워 석방              |
| 헤르베르트 휘프너   | RKFDV 포즈난 지청장 서부 폴란드의 RuSHA 대표자 | G         | G         | G         | 징역 15년형; 1951년 석방                            |
| 베르너 로렌츠       | VoMi 본부장                                    | G         | G         | G         | 징역 20년형; 1955년 석방; 1974년 사망               |
| 하인츠 브뤼크너     | VoMi의 부서의 장                               | G         | G         | G         | 징역 15년형; 1951년 석방                            |
| 오토 호프만         | 1943년 4월 20일까지 RuSHA 본부장               | G         | G         | G         | 징역 25년형; 1954년 석방; 1982년 사망               |
| 리하르트 힐데브란트 | RuSHA 본부장(호프만의 후임자)                  | G         | G         | G         | 징역 25년형; 1952년 사망                            |
| 프리츠 슈발름       | RuSHA 참모장. 우치 지역 이주사무실(EWZ)장      | G         | G         | G         | 징역 10년형; 1951년 석방                            |
| 막스 졸만           | 레벤스보른 협회장                              | I         | I         | G         | 포로수용 기간으로 징역형기를 채워 석방              |
| 그레고어 에프너     | 레벤스보른 보건부 부장                         | I         | I         | G         | 포로수용 기간으로 징역형기를 채워 석방; 1974년 사망 |
| 귄터 테슈           | 레벤스보른 법무부 부장                         | I         | I         | G         | 포로수용 기간으로 징역형기를 채워 석방              |
| 잉게 피어메츠       | 졸만의 부관                                    | I         | I         |           | 무혐의 석방                                         |

I — 기소됨   G — 기소되었고 유죄 판결